# Green Gable (Signy Island)
Der Green Gable (englisch für Grüner Giebel) ist ein 205 m hoher Hügel auf Signy Island im Archipel der Südlichen Orkneyinseln. Er ragt westlich des Paal Harbour und 300 m nordwestlich des Rusty Bluff auf.
Das UK Antarctic Place-Names Committee benannte ihn 1991 deskriptiv.